# Balaenoptera musculus brevicauda
La balenottera azzurra pigmea (Balaenoptera musculus brevicauda Ichihara, 1966) è una sottospecie di balenottera azzurra (Balaenoptera musculus) diffusa nell'Oceano Indiano e nell'Oceano Pacifico meridionale.

## Descrizione
Con una lunghezza massima di 24 metri, è più piccola delle altre sottospecie riconosciute, B. m. musculus e B. m. intermedia, che possono raggiungere i 29 metri di lunghezza, da cui il nome comune.
Secondo le osservazioni compiute da quando la sottospecie è stata descritta, nel 1966, la balenottera azzurra pigmea si differenzia dalle «vere» balenottere azzurre per un certo numero di caratteristiche fisiche. come:
- placche dei fanoni più larghi e più brevi,
- una coda più corta e, quindi, un corpo proporzionalmente più lungo davanti alla pinna dorsale, e
- una testa più grande rispetto alle dimensioni corporee.

La coda più corta dà a questa sottospecie una forma a girino e porta anche ad alcune differenze nelle modalità di immersione: mentre nelle «vere» balenottere azzurre si riscontra un ritardo tra l'immersione della pinna dorsale e del peduncolo caudale, in quella pigmea la dorsale e il peduncolo si immergono contemporaneamente. Tende inoltre ad avere una colorazione più scura delle altre sottospecie ed ha lo sfiatatoio di forma differente.

## Habitat
La balenottera azzurra pigmea è l'unica delle tre sottospecie riconosciute a vivere regolarmente in acque tropicali. È diffusa dalla zona subantartica fino all'Oceano Indiano meridionale e nel Pacifico sud-occidentale; si riproduce nell'Oceano Indiano e nell'Atlantico meridionale e per nutrirsi si sposta verso sud fino all'Antartico.

## Popolazione
Si ritiene che le balenottere azzurre pigmee siano più numerose delle altre sottospecie. Le stime effettuate parlano di circa 10.000 esemplari, mentre tutte le altre sottospecie messe insieme raggiungono solo i 5000 esemplari. Sebbene questa sottospecie sia riconosciuta da quasi tutto il mondo scientifico, a causa dei suoi effettivi piuttosto numerosi, la Commissione sullo Stato delle Specie Minacciate del Canada ne ha messo in discussione il riconoscimento, ritenendolo guidato dagli interessi dell'industria baleniera .
Una quarta sottospecie, B. m. indica, venne identificata da Blyth nel 1859 nell'Oceano Indiano settentrionale, ma la difficoltà nel distinguerla dalle altre ha spinto alcuni studiosi a considerare questa dicitura come un sinonimo di B. m. brevicauda, la balenottera azzurra pigmea. I dati registrati dai balenieri sovietici sembrano indicare che le dimensioni delle femmine adulte siano più simili a quelle della balenottera azzurra pigmea che a quelle di B. m. musculus, sebbene le popolazioni di B. m. indica e B. m. brevicauda sembrino distinte geograficamente e la loro stagione degli amori cada con una differenza di sei mesi.

## Esemplari nei musei
- MNZ MM002191, proveniente dall'Isola di Motutapu, nel Golfo di Hauraki (Nuova Zelanda), settembre 1994.